# Santo Domingo (Nueva Ecija)
Santo Domingo è una municipalità di quarta classe delle Filippine, situata nella Provincia di Nueva Ecija, nella regione di Luzon Centrale.
Santo Domingo è formata da 24 baranggay:
- Baloc
- Buasao
- Burgos
- Cabugao
- Casulucan
- Comitang
- Concepcion
- Dolores
- General Luna
- Hulo
- Mabini
- Malasin

- Malaya (Pook Malaya)
- Malayantoc
- Mambarao
- Poblacion
- Pulong Buli
- Sagaba
- San Agustin
- San Fabian
- San Francisco
- San Pascual
- Santa Rita
- Santo Rosario